# 启示 (电影)
《启示》（英語：Apocalypto，希腊文原意为「发现」、「揭示」）是2006年制作发行的电影，以墨西哥尤卡坦半岛的古玛雅文明为背景，讲述一个男人豹掌（Jaguar Paw）為了生存以及保护爱人和孩子，而从外族侵略者的監禁和追捕中逃生的故事。本片由梅爾·吉勃遜執導，電影中的角色大多由墨西哥当地演员飾演，全片对话也都以猶加敦馬雅語進行。本片透过讲述这个逃亡的故事，为观众展现了当时玛雅文明的諸多社會樣貌與文化習俗，诸如祭祀活动、金字塔的建造、纹身和身体刺穿和壁画等等。《阿波卡獵逃》获得三项奥斯卡奖提名。
在《阿波卡獵逃》中，梅爾·吉勃遜延续了他在和中血腥暴力的表现手法，上映后再度获得了影评人的好评。但该片也被批评为对玛雅文明描绘失真和有种族歧视嫌疑。在有半數多人口為玛雅文明諸城邦后裔的危地马拉，玛雅人权激进主义者认为《阿波卡獵逃》宣扬了“玛雅人在欧洲人到来前就很野蛮，彼此残杀，所以他们理当得到解救。”为达到这一目的，影片的最后出现了基督教传教士的船队，他们的到来勸退了最后两个追捕豹掌的玛雅人，使豹掌得以倖存。然而，西班牙人的到来是在玛雅人遗弃城市生活300多年之后的事情，而且第一批到达者是西班牙征服者，而不是传教士；但這部電影拍摄的又十分真实和秀美，從而让观众更容易接受这些明顯錯誤的資訊。

## 考據水準
研究玛雅文明历史的学者则指出该片有多处失真，例如当时应该没有如影片中描绘的那种仅靠打猎而不农耕的村落，玛雅城邦的居民也不袭击附近村落的居民并抓做奴隶或活祭品，这种对待俘虏的方式仅在国家间战争时使用，以及玛雅人当时生活并不是孤立的等等。梅爾·吉勃遜表示这部影片并不是一部历史记录片。